# São José de Terra Firme
São José da Terra Firme era o nome original da atual cidade de São José (Santa Catarina), no Brasil. Foi uma das 4 primeiras freguesias criadas no Estado de Santa Catarina, em 1751, após as freguesias de Nossa Senhora do Rosário de Enseada de Brito (1750), Lagoa da Conceição (1750), na Ilha de Santa Catarina e São Miguel da Terra Firme (1750).